# Alan Landsburg
Alan William Landsburg (* 10. Mai 1933 in White Plains (New York); † 13. August 2014 in Beverly Hills, Kalifornien) war ein US-amerikanischer Produzent, Regisseur und Autor, der für einen Oscar nominiert wurde. Landsburg war zudem Gründer und CEO der 1985 ins Leben gerufenen Firma Landsburg.

## Leben
Alan Landsburg war der Sohn von Harry und Fannie Landsburg, geb. Koslowe. Er beendete sein Studium an der New York University 1953 mit einem Bachelor-Abschluss im Studiengang Kommunikationswissenschaft. Da inzwischen der Koreakrieg (1950 bis 1953) ausgebrochen war, wurde er frisch von der Uni weg in die Armee eingezogen, wo er der Senderkette American Forces Network zugeteilt wurde, was ihm die Möglichkeit bot, als Autor und Regisseur zu arbeiten. Aufbauend auf diese Erfahrungen arbeitete er nach seiner Armeezeit als Autor und Regisseur von Fernsehprogrammen in Manhattan; etwa in den späten 1960er-Jahren zog er dann nach Kalifornien um. Von Anfang der 1960- bis etwa Anfang der 1970er-Jahre war er überwiegend damit beschäftigt, Dokumentarfilme zu produzieren. So ist er bekannt geworden mit seinen Fernseh-Dokumentationen, die er über prominente Menschen unter dem Übertitel Biography in dem Zeitraum 1961 bis 1963 erstellte, mit Will Rogers beginnend, und über Amelia Earhart, Charles Lindbergh, Winston Churchill, Franklin D. Roosevelt, Mahatma Gandhi, Adolf Hitler, Charles de Gaulle, Harry S. Truman, Josef Stalin, Papst Pius XII., Thomas Edison, Wernher von Braun, Helen Keller, Dwight D. Eisenhower, Eva Perón, George Bernard Shaw, John Barrymore, Konrad Adenauer, Queen Elizabeth II. bis zu Wendell Willkie als letzten in einer Reihe von insgesamt 59 Filmen endend. Für 32 dieser Filme schrieb er auch das Drehbuch und führte bei 36 Folgen zusätzlich Regie. Für die Reihe Hollywood and the Stars schrieb er 1964 die Vorlage zu dem Film Natalie Wood: Hollywood’s Child.
Seine 1964 entstandene Dokumentation A Thousand Days: A Tribute to John Fitzgerald Kennedy, bei der Landsburg Regie führte, das Drehbuch schrieb und als Produzent auftrat, wurde vom Publikum der Democratic National Convention frenetisch beklatscht, als sie am ersten Jahrestag des ein Jahr zuvor ermordeten Präsidenten ausgestrahlt wurde. Als ausführender Produzent stand ihm David L. Wolper zur Seite. Zusammen mit diesem gilt Landsburg als Pionier dieses Filmformats. In den Jahren 1964/1965 produzierte er 32 Episoden der Fernsehserie Men in Crisis, wobei er für drei Folgen auch die Vorlage lieferte, sowie die Fernsehdokumentation October Madness: The World Series. Daran schloss sich seine Arbeit an den Time-Life Specials: The March of Time an, von denen er von 1965 bis 1966 neun Filme produzierte, bei denen er für zwei auch als Autor verantwortlich zeichnete. Weitere Dokumentationen, für die er als Produzent verantwortlich zeichnete, wie beispielsweise zehn Filme der National Geographic Specials, entstanden in den darauffolgenden Jahren. Auch an der bahnbrechenden Naturforscher-Serie The Undersea World of Jacques Cousteau war Landsburg in den Jahren 1968/1969 beteiligt.
Landsburgs erster Fernsehfilm entstand 1969 unter dem Titel Mirror, Mirror of the Wall. Im Jahr 1970 gründete er seine eigene Produktionsfirma Alan Lands Productions, die später mit der Reeves Entertainment Group zusammengeführt wurde. Die Situationskomödien Gimme a Break und Kate & Allie wurden unter dieser Fahne erstellt. Das 1970 von Landsburg produzierte Fernseh-Drama A Storm in Summer von Buzz Kulik, für das Rod Serling das Drehbuch schrieb, und Peter Ustinov einen Feinkosthändler spielte, wurde für drei Emmys nominiert und konnte zwei gewinnen.
1972 erhielt Landsburg eine Oscar-Nominierung in der Kategorie „Bester Dokumentarfilm“ für seine Produktion Alaska Wilderness Lake, in der gezeigt wird, wie der Naturforscher Dr. Theodore Walker sich während einer achtmonatigen Expedition auf das Leben auf der Baranof-Insel einlässt. Der Oscar ging jedoch an Walon Green und seine Kombination aus Dokumentar- und Science-Fiction-Film mit dem Titel Die Hellstrom Chronik.
Weitere Fernsehfilme schlossen sich an, die sich mit Dokumentationen abwechselten. Zu dem Fernsehfilm Black Water Gold lieferte Landsburg die Vorlage zum Drehbuch, führte Regie  und trat als Produzent auf. Die von ihm produzierten Fernsehfilme beruhten oft auf wahren Begebenheiten und setzten sich mit wichtigen gesellschaftlichen Fragen auseinander. So zeigt beispielsweise der Fernsehfilm The Triangle Factory Fire Scandal von 1979 die verheerenden Folgen, die es haben kann, wenn ein Unternehmen die Sicherheitsvorschriften für die Mitarbeiter missachtet. Das biografische Fernsehdrama Bill von 1981 setzt sich mit dem Schicksal des Bill Sackter auseinander, der bereits im Alter von sieben Jahren wegen einer geistigen Behinderung verloren scheint und darum kämpft, seinen Platz in der Gesellschaft zu finden, worüber er fast 45 Jahre später reüssiert. Mickey Rooney, der ihn im Film spielte, wurde für seine Leistung mit einem Emmy und einem Golden Globe Award ausgezeichnet. Landsburgs Fernsehfilm Adam von 1983 thematisiert das Schicksal entführter Kinder und ihrer Eltern, was zur Gründung des Adam Walsh Child Protection and Safety Act führte. In The Ryan White Story machte Landsburg auf die Probleme an Hämophilie leidender Kinder aufmerksam. In dem Fernsehfilm A Mother’s Right: The Elizabeth Morgan Story geht es um Kindesmissbrauch. Bei vielen dieser Gesellschaftsdramen arbeitete Landsburg mit seiner Frau Linda Otto zusammen.
Landsburgs erster Kinofilm, den er als ausführender Produzent betreute, war der Horrorfilm Die Nacht des Hexenjägers von 1981. An der Teenagerkomödie Porky’s II – Der Tag danach sowie an dem im 3D-Verfahren erstellten Tierhorrorfilm Der weiße Hai 3-D mit Dennis Quaid, beide von 1983, war er ebenfalls als ausführender Produzent beteiligt.
Für die Dokumentarfilmreihe American Masters produzierte er 1995 ein Porträt über seinen Kollegen Rod Serling. Einer der ersten Vorläufer der sogenannten Reality-Shows That’s Incredible!, die er ins Leben rief, und an der er 1981, 1998 sowie 2003 sowohl als Produzent als auch als Autor mitwirkte, erhielt einen Pigasus Award.

## Privates
Nachdem Landsburg sich aus dem Fernsehgeschäft zurückgezogen hatte, ging er seiner Liebe zum Pferderennsport nach. Er war selbst Besitzer von mehr als 400 Vollblütern. Er engagierte sich auch in diversen Organisationen, die mit dem Pferderennsport zusammenhingen. So war er beispielsweise Gründungsdirektor der kalifornischen Thoroughbred Owners of California, kurz TOC, einer Besitzervereinigung für Vollblutzucht sowie Vorsitzender der kalifornischen Horse Racing Board.
Landsburg war zweimal verheiratet. Mit seiner Frau Sally Breit, von der er 1975 geschieden wurde, hatte er die Tochter Valerie, die als Schauspielerin arbeitet, und einen Sohn. Linda Otto, mit der er eine weitere Tochter hat, wurde 1976 seine zweite Frau. Mit ihr gemeinsam erstellte er viele seiner Dokumentardramen. Sie starb im Jahr 2004. Das Paar wohnte zuletzt in Beverly Hills zusammen, wo Alan Landsburg am 13. August 2014 eines natürlichen Todes starb.

## Filmografie (Auswahl)
- 1964: Biography (Fernsehdokumentationen, 59 Folgen)
- 1964: A Thousand Days: A Tribute to John Fitzgerald Kennedy (Fernseh-Dokumentation)
- 1964/1965: Men in Crisis (Fernsehserie, 32 Folgen)
- 1965: October Madness: The World Series (Fernseh-Dokumentation)
- 1965: Time-Life Specials: The March of Time (Fernseh-Dokumentation, 9 Folgen)
- 1965–1968: National Geographic Specials (Fernsehserien-Dokumentation)
- 1966: The World of Animals: It’s a Dog’s World (Fernseh-Dokumentation)
- 1968: The World of Animals: The World of Horses (Fernseh-Dokumentation)
- 1968: The World of Animals: Big Cats, Little Cats (Fernseh-Dokumentation)
- 1968: On the Trail of Stanley and Livingstone (Fernseh-Dokumentation)
- 1968/1969: Geheimnisse des Meeres (The Undersea World of Jacques Cousteau)
- 1969: Mirror, Mirror Off the Wall (Fernsehfilm)
- 1970: Black Water Gold (Fernsehfilm)
- 1970: A Storm in Summer (Fernsehfilm)
- 1971: Alaska Wilderness Lake (Dokumentarfilm)
- 1975: Die schwarze Liste (Fear on Trial, Fernsehfilm)
- 1975: Junge Schicksale – Fawn Story (ABC Afterschool Specials, Fernsehserie)
- 1976: Mörderbienen greifen an (The Savage Bees, Fernsehfilm)
- 1977: Ameisen – Die Rache der schwarzen Königin (It Happened at Lakewood Manor, Fernsehfilm)
- 1977: Tödliche Fracht (Tarantulas: The Deadly Cargo, Fernsehfilm)
- 1977–1982: In Search of… (Fernsehserien-Dokumentation, 35 Folgen)
- 1978: Vor den Augen der Welt (Ruby and Oswald, Fernsehfilm)
- 1978: Between the Wars (Fernsehserien-Dokumentation)
- 1978: Terror aus den Wolken – Killer Bienen 2 (Terror Out of the Sky, Fernsehfilm)
- 1979: Feuerfalle (The Triangle Factory Fire Scandal, Fernsehfilm)
- 1979/1980: Der lange Treck (Fernseh-Mini-Serie, 13 Folgen)
- 1980: Die Jayne Mansfield Story (The Jayne Mansfield Story)
- 1981: That’s Incredible! – August 31, 1981 (Fernsehserie)
- 1981: Der lange Weg nach Hause (A Long Way Home, Fernsehfilm)
- 1981: Bill (Fernsehfilm)
- 1981: Die Nacht des Hexenjägers (Burned at the Stake)
- 1981: Buana – Die weißen Löwen von Timbawati (The White Lions)
- 1983: Porky’s II – Der Tag danach
- 1983: Der weiße Hai 3-D (Jaws 3-D)
- 1983: Adam (Fernsehfilm)
- 1983: Die Kennedys (Kennedy, Fernseh-Mini-Serie)
- 1984: Handlanger des Todes (The Glory Boys, Fernseh-Mini-Serie, 3 Folgen)
- 1987: Long Gone (Fernsehfilm)
- 1988: A Place at the Table (Fernsehfilm)
- 1988: Zu jung, ein Held zu sein (Too Young the Hero, Fernsehfilm)
- 1988: Gebot des Schweigens (A Stoning in Fulham County)
- 1989: The Ryan White Story (Fernsehfilm)
- 1990: Mörderischer Verdacht (In Defense of a Married Man, Fernsehfilm)
- 1991: Prisoners of Wedlock (Fernseh-Dokumentation)
- 1992: Nimm die Hände von unserer Tochter (A Mother’ Right: The Elizabeth Morgan Story, Fernsehfilm)
- 1995: Tod im Schlafzimmer (If Someone Had Known, Fernsehfilm)
- 1995: American Masters – Rod Serling: Submitted for Your Approval (Fernsehserien-Dokumentation)
- 1996: Lotterie des Schreckens (The Lottery, Fernsehfilm)
- 1997: Mißbraucht – Eine Mutter beichtet (Country Justice, Fernsehfilm)
- 1998: That’s Incredible! (Fernsehfilm)
- 2003: That’s Incredible!: The Reunion Part 2 (Fernsehfilm)

## Auszeichnungen
Primetime Emmy Award
- 1970: Gewinner zusammen mit M. J. Rivkin und dem Fernsehfilm A Storm in Summer
- 1976: Nominiert zusammen mit Laurence D. Savadove und Stanley Chase und dem Fernsehdrama Fear on Trial
- 1978: Nominiert zusammen mit Anthony Potter und dem Fernsehfilm Between the Wars
- 1982: Nominiert zusammen mit Mel Stuart und dem Fernsehdrama Bill
- 1984: Nominiert zusammen mit Joan Barnett und Linda Otto und dem Fernsehdrama Adam

Oscar
- 1972: Nominiert für den Dokumentarfilm Alaska Wilderness Lake

CableACE Award
- 1988: Nominiert zusammen mit Joan Barnett und dem Fernsehfilm Long Gone
- 1993: Nominiert zusammen mit Donna Harris, Karen Katz, Linda Otto und Toni Love Holden und der Fernseh-Dokumentation Prisoners of Wedlock

Christopher Award
- 1989: Gewinner zusammen mit Arthur Allan Seidelman und Joan Barnett und dem Fernsehfilm A Place at the Table